# Super Bowl
Super Bowl är finalmatchen inom National Football League (NFL). Den spelas sedan 2022 den andra söndagen i februari. Matchen och festligheterna runtomkring utgör den så kallade Super Bowl Sunday (Super Bowl-söndagen), som under årens lopp har blivit den mest sedda TV-sändningen i USA och liknas även ibland vid en högtidsdag. Flera kända sångare och musiker har uppträtt före matchen samt under halvtidsvilan. Dagen har även blivit en dag då stora mängder mat förtärs – endast på Thanksgiving-helgen äts det mer i USA.
Vinnarlaget mottager Vince Lombardi Trophy, efter tränaren för Green Bay Packers som vann de två första Super Bowls. Mästerskapstrofén fick sitt namn efter Lombardis död 1970.
Tom Brady är den spelare som har flest Super Bowl-titlar, sju stycken. Lagen New England Patriots och Pittsburgh Steelers har sex var. New England har med sina 11 förekomster spelat i flest Super Bowls.
Varje Super Bowl-match får sedan 1971, Super Bowl V, en beteckning med romerska siffror istället för en säsongsbeteckning eftersom en NFL-säsong sträcker sig över nyår, med seriepremiär kring september och slutspel i januari. Till exempel, New York Giants som vann Super Bowl XLII är mästare för säsongen 2007 trots att finalmatchen spelades i februari 2008. Inför det femtionde Super Bowl valde NFL tillfälligt att beteckna den med de siffrorna "50", bland annat för att de siffrorna 50 är tydligare än den romerska siffran L.

## Ursprung
Under fyra decennier efter dess start lyckades NFL avvärja rivaliserande ligor, men år 1960 ställdes man inför sin dittills mest seriösa konkurrent då American Football League (AFL) bildades. AFL tävlade med NFL om både spelare och fans. Efter 1960 års säsong skickade AFL:s kommissionär Joe Foss en inbjudan till NFL för att schemalägga en slags "världsmästerskapsmatch" mellan de två ligornas mästare, med start efter den kommande säsongen. Det skulle dock dröja till den 15 januari 1967 innan en sådan match spelades, mellan Green Bay Packers och Kansas City Chiefs,  
Matchen föregicks också av en planerad sammanslagning av de båda ligorna, men det fanns motsättningar. AFL sågs på lite styvmoderligt av den mer etablerade NFL, medan många ansåg att AFL hade ett roligare och öppnare spel samt mer färgstarka karaktärer. När de skulle namnge matchen föreslog grundaren och Kansas City Chiefs ordförande Lamar Hunt "Super Bowl", efter att ha sett sonens studsboll med varumärket "Superball". Han prövade namnet bland de andra medlemmarna i AFL och hos pressen, men mötte först ett svalt intresse hos sina kollegor. NFL:s kommissionär, Pete Rozelle, tyckte att namnet var oseriöst och föreslog Pro Bowl vilket var upptaget av NFL:s All Stars match eller World Series of Football, vilket man tyckte var för likt basebollens finaler. Första namnet spelades under det officiella AFL–NFL Championship Game, men media hade då redan anammat namnet Super Bowl. Till det tredje året fick matchen officiellt namnet Super Bowl, och till den femte infördes numreringen med romerska siffror.
Den tredje matchen anses också epokavgörande för det fenomen som Super Bowl sedan blev, där de första matcherna rönte ett förhållandevis svalt intresse. Dels var det den första matchen ett AFL-lag vann, efter att de förlorat stort i de två första Super Bowls. Inför matchen hade också den färgstarke quartebacken för AFL-laget New York Jets, Joe Namath, sagt att han garanterade en vinst. Det var en uttalad kaxighet som var ovanlig på 1960-talet, det delade publiken och ledde till ett ökat intresse för matchen. När de sedan dessutom faktiskt vann visade AFL-laget att de var värdiga motståndare och därefter uppfattades också matchen som ett faktiskt avgörande av vilket lag som var det främsta, och inte en uppvisningsmatch mellan två konferenser. Även i Super Bowl IV var det AFL:s lag som tog hem vinsten. Sammanslagningen mellan de båda konferenserna fullbordades 1970.

## AFL-NFL World Championships
| National Football League (NFL) | American Football League (AFL) |

| Nr | Match | Datum           | Vinnande lag          | Resultat | Förlorande lag     | Arena                         | Stad        |
| -- | ----- | --------------- | --------------------- | -------- | ------------------ | ----------------------------- | ----------- |
| 1  | I     | 15 januari 1967 | Green Bay Packers     | 35–10    | Kansas City Chiefs | Los Angeles Memorial Coliseum | Los Angeles |
| 2  | II    | 14 januari 1968 | Green Bay Packers (2) | 33–14    | Oakland Raiders    | Miami Orange Bowl             | Miami       |
| 3  | III   | 12 januari 1969 | New York Jets         | 16–7     | Baltimore Colts    | Miami Orange Bowl (2)         | Miami (2)   |
| 4  | IV    | 11 januari 1970 | Kansas City Chiefs    | 23–7     | Minnesota Vikings  | Tulane Stadium                | New Orleans |

### Anmärkning
- Inom parenteser anges antal gånger finalmatchen anordnats på stadion i respektive stad.

## NFL Championships
| American Football Conference (AFC) | National Football Conference (NFC) |

| Nr | Match   | Datum            | Vinnande lag             | Resultat | Förlorande lag           | Arena                             | Stad             |
| -- | ------- | ---------------- | ------------------------ | -------- | ------------------------ | --------------------------------- | ---------------- |
| 5  | V       | 17 januari 1971  | Baltimore Colts          | 16–13    | Dallas Cowboys           | Miami Orange Bowl (3)             | Miami (3)        |
| 6  | VI      | 16 januari 1972  | Dallas Cowboys           | 24–3     | Miami Dolphins           | Tulane Stadium (2)                | New Orleans (2)  |
| 7  | VII     | 14 januari 1973  | Miami Dolphins           | 14–7     | Washington Redskins      | Los Angeles Memorial Coliseum (2) | Los Angeles (2)  |
| 8  | VIII    | 13 januari 1974  | Miami Dolphins (2)       | 24–7     | Minnesota Vikings (2)    | Rice Stadium                      | Houston          |
| 9  | IX      | 12 januari 1975  | Pittsburgh Steelers      | 16–6     | Minnesota Vikings (3)    | Tulane Stadium (3)                | New Orleans (3)  |
| 10 | X       | 18 januari 1976  | Pittsburgh Steelers (2)  | 21–17    | Dallas Cowboys (2)       | Miami Orange Bowl (4)             | Miami (4)        |
| 11 | XI      | 9 januari 1977   | Oakland Raiders          | 32–14    | Minnesota Vikings (4)    | Rose Bowl Stadium                 | Pasadena (3)     |
| 12 | XII     | 15 januari 1978  | Dallas Cowboys (2)       | 27–10    | Denver Broncos           | Louisiana Superdome               | New Orleans (4)  |
| 13 | XIII    | 21 januari 1979  | Pittsburgh Steelers (3)  | 35–31    | Dallas Cowboys (3)       | Miami Orange Bowl (5)             | Miami (5)        |
| 14 | XIV     | 20 januari 1980  | Pittsburgh Steelers (4)  | 31–19    | Los Angeles Rams         | Rose Bowl Stadium (2)             | Pasadena (4)     |
| 15 | XV      | 25 januari 1981  | Oakland Raiders (2)      | 27–10    | Philadelphia Eagles      | Louisiana Superdome (2)           | New Orleans (5)  |
| 16 | XVI     | 24 januari 1982  | San Francisco 49ers      | 26–21    | Cincinnati Bengals       | Pontiac Silverdome                | Pontiac          |
| 17 | XVII    | 30 januari 1983  | Washington Redskins      | 27–17    | Miami Dolphins (2)       | Rose Bowl Stadium (3)             | Pasadena (5)     |
| 18 | XVIII   | 22 januari 1984  | Oakland Raiders (3)      | 38–9     | Washington Redskins (2)  | Tampa Stadium                     | Tampa            |
| 19 | XIX     | 20 januari 1985  | San Francisco 49ers (2)  | 38–16    | Miami Dolphins (3)       | Stanford Stadium                  | Stanford         |
| 20 | XX      | 26 januari 1986  | Chicago Bears            | 46–10    | New England Patriots     | Louisiana Superdome (3)           | New Orleans (6)  |
| 21 | XXI     | 25 januari 1987  | New York Giants          | 39–20    | Denver Broncos (2)       | Rose Bowl Stadium (4)             | Pasadena (6)     |
| 22 | XXII    | 31 januari 1988  | Washington Redskins (2)  | 42–10    | Denver Broncos (3)       | Jack Murphy Stadium               | San Diego        |
| 23 | XXIII   | 22 januari 1989  | San Francisco 49ers (3)  | 20–16    | Cincinnati Bengals (2)   | Joe Robbie Stadium                | Miami (6)        |
| 24 | XXIV    | 28 januari 1990  | San Francisco 49ers (4)  | 55–10    | Denver Broncos (4)       | Louisiana Superdome (4)           | New Orleans (7)  |
| 25 | XXV     | 27 januari 1991  | New York Giants (2)      | 20–19    | Buffalo Bills            | Tampa Stadium (2)                 | Tampa (2)        |
| 26 | XXVI    | 26 januari 1992  | Washington Redskins (3)  | 37–24    | Buffalo Bills (2)        | Hubert H. Humphrey Metrodome      | Minneapolis      |
| 27 | XXVII   | 31 januari 1993  | Dallas Cowboys (3)       | 52–17    | Buffalo Bills (3)        | Rose Bowl Stadium (5)             | Pasadena (7)     |
| 28 | XXVIII  | 30 januari 1994  | Dallas Cowboys (4)       | 30–13    | Buffalo Bills (4)        | Georgia Dome                      | Atlanta          |
| 29 | XXIX    | 29 januari 1995  | San Francisco 49ers (5)  | 49–26    | San Diego Chargers       | Joe Robbie Stadium (2)            | Miami (7)        |
| 30 | XXX     | 28 januari 1996  | Dallas Cowboys (5)       | 27–17    | Pittsburgh Steelers      | Sun Devil Stadium                 | Tempe            |
| 31 | XXXI    | 26 januari 1997  | Green Bay Packers (3)    | 35–21    | New England Patriots (2) | Louisiana Superdome (5)           | New Orleans (8)  |
| 32 | XXXII   | 25 januari 1998  | Denver Broncos           | 31–24    | Green Bay Packers        | Qualcomm Stadium (2)              | San Diego (2)    |
| 33 | XXXIII  | 31 januari 1999  | Denver Broncos (2)       | 34–19    | Atlanta Falcons          | Pro Player Stadium (3)            | Miami (8)        |
| 34 | XXXIV   | 30 januari 2000  | St. Louis Rams           | 23–16    | Tennessee Titans         | Georgia Dome (2)                  | Atlanta (2)      |
| 35 | XXXV    | 28 januari 2001  | Baltimore Ravens         | 34–7     | New York Giants          | Raymond James Stadium             | Tampa (3)        |
| 36 | XXXVI   | 3 februari 2002  | New England Patriots     | 20–17    | St. Louis Rams (2)       | Louisiana Superdome (6)           | New Orleans (9)  |
| 37 | XXXVII  | 26 januari 2003  | Tampa Bay Buccaneers     | 48–21    | Oakland Raiders (2)      | Qualcomm Stadium (3)              | San Diego (3)    |
| 38 | XXXVIII | 1 februari 2004  | New England Patriots (2) | 32–29    | Carolina Panthers        | Reliant Stadium                   | Houston (2)      |
| 39 | XXXIX   | 6 februari 2005  | New England Patriots (3) | 24–21    | Philadelphia Eagles (2)  | Alltel Stadium                    | Jacksonville     |
| 40 | XL      | 5 februari 2006  | Pittsburgh Steelers (5)  | 21–10    | Seattle Seahawks         | Ford Field                        | Detroit (2)      |
| 41 | XLI     | 4 februari 2007  | Indianapolis Colts (2)   | 29–17    | Chicago Bears            | Dolphin Stadium (4)               | Miami (9)        |
| 42 | XLII    | 3 februari 2008  | New York Giants (3)      | 17–14    | New England Patriots (3) | University of Phoenix Stadium     | Glendale         |
| 43 | XLIII   | 1 februari 2009  | Pittsburgh Steelers (6)  | 27–23    | Arizona Cardinals        | Raymond James Stadium (2)         | Tampa (4)        |
| 44 | XLIV    | 7 februari 2010  | New Orleans Saints       | 31–17    | Indianapolis Colts (2)   | Sun Life Stadium (5)              | Miami (10)       |
| 45 | XLV     | 6 februari 2011  | Green Bay Packers (4)    | 31–25    | Pittsburgh Steelers (2)  | Cowboys Stadium                   | Arlington        |
| 46 | XLVI    | 5 februari 2012  | New York Giants (4)      | 21–17    | New England Patriots (4) | Lucas Oil Stadium                 | Indianapolis     |
| 47 | XLVII   | 3 februari 2013  | Baltimore Ravens (2)     | 34–31    | San Francisco 49ers      | Mercedes-Benz Superdome (7)       | New Orleans (10) |
| 48 | XLVIII  | 2 februari 2014  | Seattle Seahawks         | 43–8     | Denver Broncos (5)       | MetLife Stadium                   | New Jersey       |
| 49 | XLIX    | 1 februari 2015  | New England Patriots (4) | 28–24    | Seattle Seahawks (2)     | University of Phoenix Stadium (2) | Glendale (2)     |
| 50 | L       | 7 februari 2016  | Denver Broncos (3)       | 24–10    | Carolina Panthers (2)    | Levi's Stadium                    | Santa Clara      |
| 51 | LI      | 5 februari 2017  | New England Patriots (5) | 34–28    | Atlanta Falcons (2)      | NRG Stadium (2)                   | Houston          |
| 52 | LII     | 4 februari 2018  | Philadelphia Eagles      | 41–33    | New England Patriots (5) | U.S. Bank Stadium                 | Minneapolis (2)  |
| 53 | LIII    | 3 februari 2019  | New England Patriots (6) | 13–3     | Los Angeles Rams (3)     | Mercedes-Benz Stadium             | Atlanta (3)      |
| 54 | LIV     | 2 februari 2020  | Kansas City Chiefs (2)   | 31-20    | San Francisco 49ers (2)  | Hard Rock Stadium                 | Miami (11)       |
| 55 | LV      | 7 februari 2021  | Tampa Bay Buccaneers (2) | 31-9     | Kansas City Chiefs (2)   | Raymond James Stadium (3)         | Tampa (5)        |
| 56 | LVI     | 14 februari 2022 | Los Angeles Rams (2)     | 23-20    | Cincinnati Bengals (1)   | SoFi Stadium (1)                  | Los Angeles (3)  |
| 57 | LVII    | 12 februari 2023 | Kansas City Chiefs (3)   | 38-35    | Philadelphia Eagles (1)  | State Farm Stadium (3)            | Glendale (3)     |
| 58 | LVIII   | 11 februari 2024 | Kansas City Chiefs (4)   | 25-22    | San Francisco 49ers (3)  | Allegiant Stadium                 | Las Vegas ()     |
| 59 | LIX     | 9 februari 2025  | Philadelphia Eagles (2)  | 40-22    | Kansas City Chiefs (4)   | Caesars Superdome (8)             | New Orleans (11) |

### Anmärkning
- Inom parenteser anges hur många gånger respektive lag har vunnit och förlorat finalen och antal gånger finalmatchen anordnats på stadion samt i respektive stad.

## NFL Championships-vinster
| American Football Conference (AFC) | National Football Conference (NFC) |
| 29                                 | 30                                 |

## Super Bowl-Vinster
| Lag i National Football League/Conference | Lag i American Football League/Conference |
| 11 lag som vunnit Super Bowl              | 9 lag som vunnit Super Bowl               |

| Super Bowl- vinster | Lag                            | År                                 |
| ------------------- | ------------------------------ | ---------------------------------- |
| 6                   | New England Patriots           | 2002, 2004, 2005, 2015, 2017, 2019 |
| 6                   | Pittsburgh Steelers            | 1975, 1976, 1979, 1980, 2006, 2009 |
| 5                   | San Francisco 49ers            | 1982, 1985, 1989, 1990, 1995       |
| 5                   | Dallas Cowboys                 | 1972, 1978, 1993, 1994, 1996       |
| 4                   | Green Bay Packers              | 1967, 1968, 1997, 2011             |
| 4                   | New York Giants                | 1987, 1991, 2008, 2012             |
| 4                   | Kansas City Chiefs             | 1970, 2020, 2023, 2024             |
| 3                   | L.A./Oakland Raiders           | 1977, 1981, 1984                   |
| 3                   | Washington Redskins            | 1983, 1988, 1992                   |
| 3                   | Denver Broncos                 | 1998, 1999, 2016                   |
| 2                   | Miami Dolphins                 | 1973, 1974                         |
| 2                   | Baltimore/Indianapolis Colts   | 1971, 2007                         |
| 2                   | Baltimore Ravens               | 2001, 2013                         |
| 2                   | Tampa Bay Buccaneers           | 2003, 2021                         |
| 2                   | Los Angeles/St. Louis Rams     | 2000, 2022                         |
| 2                   | Philadelphia Eagles            | 2018, 2025                         |
| 1                   | New York Jets                  | 1969                               |
| 1                   | Chicago Bears                  | 1986                               |
| 1                   | New Orleans Saints             | 2010                               |
| 1                   | Seattle Seahawks               | 2014                               |
| Totalt 59 st        | Totalt har 20 olika lag vunnit | Från år 1967 till 2025             |

## Super Bowl-Förluster
| Super Bowl- Förluster    | Lag                              | År                            | AFC/NFC   | Nya lag |
| ------------------------ | -------------------------------- | ----------------------------- | --------- | ------- |
| 5                        | Denver Broncos                   | 1978, 1987, 1988, 1990, 2015  | AFC West  |         |
| 5                        | New England Patriots             | 1986, 1997, 2008, 2012, 2018  | AFC East  |         |
| 4                        | Minnesota Vikings                | 1970, 1974, 1975, 1977        | NFC North |         |
| 4                        | Buffalo Bills                    | 1991, 1992, 1993, 1994        | AFC East  |         |
| 3                        | Dallas Cowboys                   | 1971, 1976, 1979              | NFC East  |         |
| 3                        | Miami Dolphins                   | 1972, 1983, 1985              | AFC East  |         |
| 3                        | St. Louis/L.A. Rams              | 1980, 2002, 2019              | NFC West  |         |
| 3                        | Cincinnati Bengals               | 1982, 1989, 2022              | AFC North | 1968    |
| 3                        | Philadelphia Eagles              | 1981, 2005, 2023              | NFC East  |         |
| 3                        | San Francisco 49ers              | 2013, 2020, 2024              | NFC West  |         |
| 3                        | Kansas City Chiefs               | 1967, 2021, 2025              | AFC West  |         |
| 2                        | Washington Redskins              | 1973, 1984                    | NFC East  |         |
| 2                        | L.A./Oakland Raiders             | 1968, 2003                    | AFC West  |         |
| 2                        | Baltimore/Indianapolis Colts     | 1969, 2010                    | AFC South |         |
| 2                        | Pittsburgh Steelers              | 1996, 2011                    | AFC North |         |
| 2                        | Seattle Seahawks                 | 2006, 2015                    | NFC West  | 1976    |
| 2                        | Carolina Panthers                | 2004, 2016                    | NFC South | 1995    |
| 2                        | Atlanta Falcons                  | 1999, 2017                    | NFC South |         |
| 1                        | San Diego/L.A. Chargers          | 1995                          | AFC West  |         |
| 1                        | Green Bay Packers                | 1998                          | NFC North |         |
| 1                        | Tennessee Titans                 | 2000                          | AFC South |         |
| 1                        | New York Giants                  | 2001                          | NFC East  |         |
| 1                        | Chicago Bears                    | 2007                          | NFC North |         |
| 1                        | Arizona Cardinals                | 2009                          | NFC West  |         |
| 0                        | Baltimore Ravens                 |                               | AFC North | 1996    |
| 0                        | New York Jets                    |                               | AFC East  |         |
| 0                        | Tampa Bay Buccaneers             |                               | NFC South | 1976    |
| 0                        | New Orleans Saints               |                               | NFC South | 1967    |
| Aldrig spelat Super Bowl | Cleveland Browns                 | 4 ggr NFL-mästare (1935–1966) | AFC North |         |
| Aldrig spelat Super Bowl | Detroit Lions                    | 4 ggr NFL-mästare (1935–1966) | NFC North |         |
| Aldrig spelat Super Bowl | Jacksonville Jaguars             | Spelstart 1995                | AFC South | 1995    |
|                          | Houston Texans                   | Spelstart 2002                | AFC South | 2002    |
| Totalt 59 st             | Totalt har 24 olika lag förlorat | Från år 1967 till 2025        |           |         |